# Monodia stipoides
Monodia stipoides är en gräsart som beskrevs av Surrey Wilfrid Laurance Jacobs. Monodia stipoides ingår i släktet Monodia och familjen gräs. Inga underarter finns listade i Catalogue of Life.